# Teodors Plade
Teodors Ervīns Romāns Plade (deutsch: Theodor Erwin Roman Pladde, * 2. Novemberjul. / 14. November 1896greg. in Riga; † 15. Februar 1949 in Kiel) war ein lettischer Fußballspieler deutschbaltischer Herkunft. Mit dem SV Kaiserwald Riga wurde Plade in den 1920er Jahren dreimal lettischer Meister und absolvierte das erste offizielle Länderspiel für die lettische Fußballnationalmannschaft.

## Karriere und Leben
Teodors Plade wurde in Riga als Sohn des Angestellten Jēkabs Plade (deutsch: Jakob Pladde, 1865–1928) und dessen Ehefrau Sofija (geb. Veikmane; Sophie Weichmann, 1864–1939) geboren. Er entstammte einer kinderreichen deutschbaltischen Familie, aus der mehrere Brüder ebenfalls dem Fußballsport verbunden waren. Insgesamt vier der Plade-Brüder – Kurts (Kurt, 1898–1945), Voldemārs (eigentlich Vladimirs, 1900–1961), Alfrēds (Alfred, 1905–1944), und Teodors – trugen im Laufe ihrer Karriere das Trikot der lettischen Fußballnationalmannschaft und prägten damit eine ganze Ära des frühen lettischen Fußballs.
Im Januar 1913 wurde Plade durch einen versehentlichen Revolverschuss schwer verletzt. Im Jahr 1923 heiratete er Hedvig Radava (Hedwig Radau; 1905–1945). Aus der Ehe gingen drei Kinder hervor: Verners (Werner, 1925–?), Valdtraute (Waltraud, 1927–?) und Heidi (1942–1945).
Im Jahr 1939 wurde die Familie als Angehörige der deutschbaltischen Volksgruppe im Zuge der Umsiedlungsaktionen in das Deutsche Reich repatriiert. Seine Ehefrau und seine Tochter Heidi kamen 1945 bei Luftangriffen auf Kiel während des Zweiten Weltkriegs ums Leben.

### Fußball
In den Jahren vor dem Ersten Weltkrieg spielte Plade als Jugendspieler wie einige seiner Brüder für die Mannschaft des „Āgenskalna vingrošanas un sporta biedrības“ (Āgenskalns Gymnastik- und Sportverein) aus dem Rigaer Stadtteil Āgenskalns. Ab dem Jahr 1921 spielte Plade für den SV Kaiserwald Riga, einen traditionsreichen Sportverein, der von den deutschbaltischen Bewohnern der Stadt gegründet worden war. In den ersten Jahren der lettischen Unabhängigkeit war er einer der führenden Fußballspieler von Kaiserwald Riga und gewann mit dem Verein 1921, 1922 und 1923 dreimal infolge die lettische Meisterschaft. Im Jahr 1926 schloss sich Plade zunächst dem LSB Riga an, wo er allerdings nur für kurze Zeit aktiv war. Bereits im darauffolgenden Jahr entschied er sich für einen Vereinswechsel und trat den Riga Vanderers bei. 
Am 24. September 1922 war Teodors Plade Teil der historischen Mannschaft, die das erste offizielle Länderspiel für Lettland bestritt. Das Spiel gegen Estland endete 1:1 in Riga.